# 永田雅宜
永田 雅宜（ながた まさよし、1927年2月9日 - 2008年8月27日）は、日本の数学者。学位は、理学博士（京都大学）。京都大学名誉教授。日本数学会理事・日本学術会議会員・国際数学連合副会長を歴任。中日文化賞・日本学士院賞受賞。正四位勲二等瑞宝章。愛知県知多郡大府町峯畑（現・大府市若草町）出身。

## 経歴
1927年（昭和2年）2月9日、愛知県知多郡大府町峯畑（現・大府市若草町3丁目）に生まれた。大府町立大府小学校、愛知県刈谷中学校（現・愛知県立刈谷高等学校）を卒業した。名古屋大学理学部数学科に進学し、在学中には開校間もない愛知県立大府高等学校の非常勤講師を1年間務めている。1950年（昭和25年）に名古屋大学理学部を卒業すると、そのまま名古屋大学大学院に進学し、また名古屋大学で助手を務めた。その後は京都大学で講師となり、代数幾何学スクールで学生に教えた。
1957年（昭和32年）にはアメリカ合衆国に渡り、ハーバード大学の研究員となった。同年7月には京都大学理学部数学科の助教授（代数学講座）となった。1958年（昭和33年）にはイギリスのエディンバラで開催された国際数学者会議(ICM)で招待講演を行っている。1963年（昭和38年）2月には京都大学理学部数学科の教授（代数学講座）となった。
1980年（昭和55年）11月から1982年（昭和57年）11月には京都大学の評議員を務めた。1990年（平成2年）3月に京都大学を退官して名誉教授となると、岡山理科大学理学部教授に就任した。1998年（平成10年）には勲二等瑞宝章を受章した。1999年（平成11年）には岡山理科大学を退職すると、その後は兵庫県多可町八千代区の小学生に数学を教え、「数の面白さ」や「自分で考えることの重要性」を伝えることに力を注いだ。
2008年（平成20年）8月27日、胆管がんにて死去した。81歳没。

## 業績
1960年代、1970年代に可換環論と代数幾何学の基礎付けにおいて大きな業績を残した。不変式論を用いてヒルベルトの第14問題の反例を構成し否定的に解決した。他にも代数多様体のコンパクト化、ネーター環における業績がある。
ヒルベルト第14問題を否定的に解決した論文は僅か7ページだった。

## 家族
京都大学数理解析研究所助教の永田雅嗣は息子。

## 著作
- 『近代代数学』（現代数学講座）（秋月康夫との共著）共立出版、1957年。
- 『代数幾何学』（現代数学講座）（中井喜和との共著）共立出版、1957年。
- 『Local rings』John Wiley & Sons、1962年。
- 『可換体論』裳華房、1967年。
- 『抽象代数幾何学』（宮西正宜、丸山正樹との共著）共立出版、1972年
- 『可換環論』紀伊國屋書店、1974年。
- 『代数学入門』（吉田憲一との共著）培風館、1996年。
- 『集合論入門』森北出版 、2003年。
- 『抽象代数への入門』朝倉書店、2004年。
- 『群論への招待』現代数学社、2007年。